# العباسية (عبس)

تعديل مصدري - تعديل

العباسية هي إحدى قرى عزلة مطولة بمديرية عبس التابعة لمحافظة حجة، بلغ تعداد سكانها 138 نسمة حسب تعداد اليمن لعام 2004.